# 承平 (日本)
承平（じょうへい/しょうへい、旧字体：承平󠄁）は、日本の元号の一つ。延長の後、天慶の前。931年から938年までの期間を指す。この時代の天皇は朱雀天皇。

## 改元
- 延長9年4月26日（ユリウス暦931年5月16日）：延長から改元。
- 承平8年5月22日（ユリウス暦938年6月22日）：天慶に改元。

## 承平期に起きた出来事
元年
- 7月19日：宇多法皇崩御する。
- 12月：群盗横行する。山城国に淀・山崎などの五道を警固させる。

2年
- 4月：疫病流行。追補海賊使のことを定める。
- 8月4日：朱雀天皇の外戚だった右大臣、藤原定方薨去。従一位を贈られる。

3年
- 正月：京中に群盗横行する。
- 忠平の次兄、藤原仲平が定方の後任の右大臣に就任。この際弟忠平がその喜びを表す歌を歌ったエピソードが大鏡に見える。

5年
- 忠平の元家人で桓武天皇玄孫の平将門が亡き父、良将の遺領をめぐる紛争の末に伯父の平国香を殺す。

6年
- 8月19日：藤原忠平、太政大臣に昇る。太政大臣設置は父の藤原基経以来45年ぶりの事で位人臣を極める。

7年
- 8月19日：検非違使庁で訊問を受けていた平将門が朱雀天皇の元服による大赦で罪を許されるが、一族との争いは天慶3年の敗死まで続いた。忠平の縁者でもあった藤原純友も海賊化して瀬戸内海周辺の海域を荒らす。

## 西暦との対照表
※は小の月を示す。
| 承平元年（辛卯） | 一月※    | 二月    | 三月  | 四月※ | 五月  | 閏五月※ | 六月※ | 七月  | 八月※ | 九月  | 十月※   | 十一月    | 十二月※  |
| ---------------- | -------- | ------- | ----- | ----- | ----- | ------- | ----- | ----- | ----- | ----- | ------- | --------- | -------- |
| ユリウス暦       | 931/1/22 | 2/20    | 3/22  | 4/21  | 5/20  | 6/19    | 7/18  | 8/16  | 9/15  | 10/14 | 11/13   | 12/12     | 932/1/11 |
| 承平二年（壬辰） | 一月     | 二月    | 三月  | 四月※ | 五月  | 六月※   | 七月※ | 八月  | 九月※ | 十月  | 十一月※ | 十二月    |          |
| ユリウス暦       | 932/2/9  | 3/10    | 4/9   | 5/9   | 6/7   | 7/7     | 8/5   | 9/3   | 10/3  | 11/1  | 12/1    | 12/30     |          |
| 承平三年（癸巳） | 一月※    | 二月    | 三月  | 四月※ | 五月  | 六月※   | 七月  | 八月※ | 九月  | 十月※ | 十一月  | 十二月※   |          |
| ユリウス暦       | 933/1/29 | 2/27    | 3/29  | 4/28  | 5/27  | 6/26    | 7/25  | 8/24  | 9/22  | 10/22 | 11/20   | 12/20     |          |
| 承平四年（甲午） | 一月     | 閏一月※ | 二月  | 三月※ | 四月  | 五月    | 六月※ | 七月  | 八月※ | 九月  | 十月※   | 十一月    | 十二月※  |
| ユリウス暦       | 934/1/18 | 2/17    | 3/18  | 4/17  | 5/16  | 6/15    | 7/15  | 8/13  | 9/12  | 10/11 | 11/10   | 12/9      | 935/1/8  |
| 承平五年（乙未） | 一月     | 二月※   | 三月  | 四月※ | 五月  | 六月※   | 七月  | 八月  | 九月※ | 十月  | 十一月※ | 十二月    |          |
| ユリウス暦       | 935/2/6  | 3/8     | 4/6   | 5/6   | 6/4   | 7/4     | 8/2   | 9/1   | 10/1  | 10/30 | 11/29   | 12/28     |          |
| 承平六年（丙申） | 一月※    | 二月    | 三月※ | 四月※ | 五月  | 六月※   | 七月  | 八月  | 九月※ | 十月  | 十一月  | 閏十一月※ | 十二月※  |
| ユリウス暦       | 936/1/27 | 2/25    | 3/26  | 4/24  | 5/23  | 6/22    | 7/21  | 8/20  | 9/19  | 10/18 | 11/17   | 12/17     | 937/1/15 |
| 承平七年（丁酉） | 一月     | 二月    | 三月※ | 四月※ | 五月  | 六月※   | 七月  | 八月※ | 九月  | 十月  | 十一月※ | 十二月※   |          |
| ユリウス暦       | 937/2/13 | 3/15    | 4/14  | 5/13  | 6/11  | 7/11    | 8/9   | 9/8   | 10/7  | 11/6  | 12/6    | 938/1/4   |          |
| 承平八年（戊戌） | 一月     | 二月    | 三月  | 四月※ | 五月※ | 六月    | 七月※ | 八月  | 九月※ | 十月  | 十一月  | 十二月※   |          |
| ユリウス暦       | 938/2/2  | 3/4     | 4/3   | 5/3   | 6/1   | 6/30    | 7/30  | 8/28  | 9/27  | 10/26 | 11/25   | 12/25     |          |